# Onoguri
Onoguri, protobugarsko pleme, koje je nastalo nakon što su se turkijski Oguri potisnuti od Sabira iz zapadnog Sibira, naselili u krajeve u području Kubana gdje ih se dio stopio s Hunima. Oguri su se na tri glavne grupe, Onogure i Utigure koji prodru do kavkaskih stepa i Kutrigure koji odoše između Dnjepra i Dona. Protobugarska plemena zaratiše s Avarima, a Onogurima uspije da pod vodstvom Kubrata tek 630 otjeraju Avare. Nakon što su se riješili Avara, Onoguri, s oko 10.000 konjanika, zauzimaju Dobruđu (Добруджа) u drugoj polovici 7 stoljeća gdje će udariti temelje bugarskoj državi.
Ime Onoguri, u značenju 'deset strijela' (deset plemena), bio je savez od deset plemena koja su vukla uglavnom porijeklo od Huna, s kojima su se u prijašnje vrijeme stopili. Ova plemena po hunskom porijeklu nazivana su i Hun Ogur (pleme Huni), i naziv će se vremenom pretvoriti i Hungarija, njemački  (Ungarn), rumunjski (Ungur) i slično. Ovo bi moglo upućivati na to da su neka od onogurskih plemena osim u stvaranju Bugara, učestvovali i u izgradnji mađarskog naroda, plemenima po kojima su dobili ime.

## Vanjske poveznice
- The Huns, The Bulgars, the Hunogurs